# Xian de Kelan
Le xian de Kelan (岢岚县 ; pinyin : Kělán Xiàn) est un district administratif de la province du Shanxi en Chine. Il est placé sous la juridiction de la ville-préfecture de Xinzhou.

## Démographie
La population du district était de 76 599 habitants en 1999.